# Medio Cudeyo
Medio Cudeyo est une ville espagnole située dans la communauté autonome de Cantabrie.

## Localités
La commune comprend les lieux-dits suivants :
- Valdecilla (chef-lieu)
- Anaz
- Ceceñas (ancien chef-lieu)
- Heras
- Santiago de Cudeyo (anc. Santiago de Heras)
- Hermosa
- San Salvador
- San Vitores
- Sobremazas
- Solares

## Personnalités liées à la commune
- Antonio Ibáñez de la Riva Herrera (Solares, 1633 - Madrid, 1710), archevêque de Saragosse et Grand Inquisiteur ;
- Ramón Pelayo de la Torriente (Valdecilla, 1850 - 1932), entrepreneur et indiano qui fonda le principal hôpital de Santander qui porte son nom ;
- Luis María de la Torre y de la Hoz (Anaz, 1827 - Madrid, 1901), ministre de la Justice sous la régence de Marie-Christine d'Autriche ;
- Alfredo Pérez Rubalcaba (Solares, 1951 - Majadahonda, 2019), ministre de l'Intérieur et vice-président du gouvernement ;
- Athenea del Castillo (Solares, 2000), footballeuse internationale espagnole.